# NGC 5409
NGC 5409 (другие обозначения — UGC 8938, MCG 2-36-9, ZWG 74.44, PGC 49952) — спиральная галактика с перемычкой (SBb) в созвездии Волопас.
Этот объект входит в число перечисленных в оригинальной редакции «Нового общего каталога».
В галактике вспыхнула сверхновая SN 2011is типа Ia, её пиковая видимая звездная величина составила 17,0.